# أنا لست قاتلا متسلسلا (فلم)
أنا لستُ قاتِلًا مُتسلسلًا (بالإنجليزية: I Am Not a Serial Killer) هو فيلم رعب وإثارة تم انتاجه في أيرلندا والمملكة المتحدة وصدر سنة 2016، من بطولة ماكس ركوردز، لورا فريزر وكريستوفر لويد.

## القصة
في مدينة صغيرة بالغرب الأوسط، مراهق مضطرب لديه ميول كبيرة للقتل، يضع هدفًا نصب عينيه، وهو الإيقاع بقاتل متسلسل خطير جدًّا، ذلك مع الإبقاء على ميوله للقتل قابعة بداخله.

## الميزانية والإيرادات
كلّف الفيلم 1.45 مليون دولار أمريكي.

## وصلات خارجية
- مقالات تستعمل روابط فنية بلا صلة مع ويكي بيانات
- انا لست قاتل متسلسل على IMDb
- انا لست قاتل متسلسل على Rotten Tomatos

لا توجد روابط لمواقع التواصل الاجتماعي.